# 切傑爾湖
51°25′23.80″N 94°46′33.29″E / 51.4232778°N 94.7759139°E

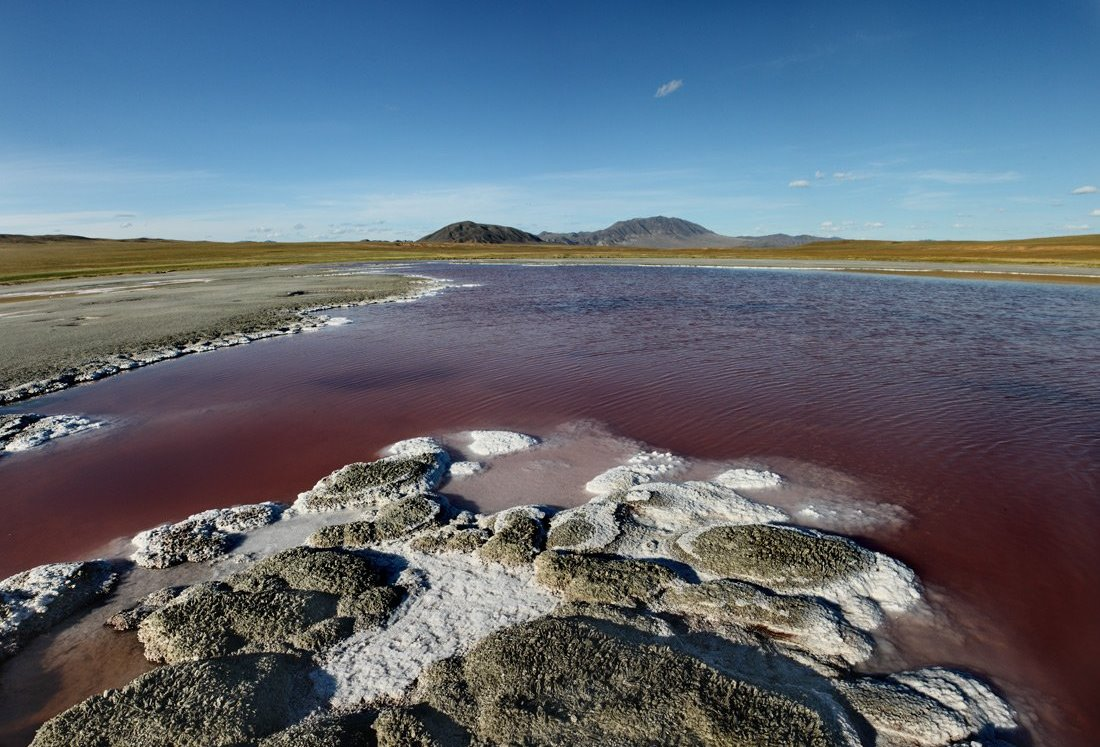

切傑爾湖（俄语：Чедер），是俄羅斯的湖泊，位於該國南部圖瓦共和國，長4.5公里、寬1.5公里，面積5平方公里，海拔高度706米，該湖泊平均水深1.5米，最大水深1.8米。